# Claudine à Paris
Claudine à Paris est un roman français de Colette, paru en 1901 aux éditions Paul Ollendorff. Ce roman est la suite de Claudine à l'école et est suivi du roman Claudine en ménage.

## Claudine à Paris
Claudine et son père ont quitté leur village de Montigny pour s’installer à Paris, où la jeune fille se remet d’une maladie qui lui a coûté ses beaux cheveux longs. Lorsque Claudine reprend des forces, c’est pour relater dans son journal les exploits de sa chatte Fanchette, ses explorations dans la capitale et, surtout, ses nouvelles rencontres. Elle fait ainsi la connaissance de sa tante Cœur, de son neveu Marcel, dont elle se fait rapidement un ami, et du jeune père de ce dernier, Renaud, qui ne la laisse pas indifférente.

## Adaptations

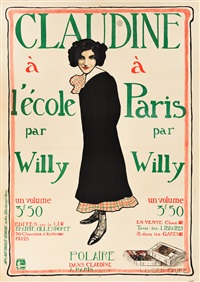
Affiche promotionnelle par Louis Lucien Faure-Dujarric (avant 1903).

- 1917 : Claudine à Paris, court-métrage (réalisateur anonyme) avec Maud Loty dans le rôle-titre
- 1978 : Claudine à Paris, téléfilm d'Édouard Molinaro avec Marie-Hélène Breillat dans le rôle-titre

## Sources
- BNF 30664989
- Cet article est partiellement ou en totalité issu de l'article intitulé « Claudine (Colette) » (voir la liste des auteurs).